# Megaloptilla
Megaloptilla är ett släkte av bin. Megaloptilla ingår i familjen vägbin.
Kladogram enligt Catalogue of Life:
| Megaloptilla | \| \| Megaloptilla byronella \| \| \| \| \| \| Megaloptilla callopis \| \| \| \| |
|              | \| \| Megaloptilla byronella \| \| \| \| \| \| Megaloptilla callopis \| \| \| \| |
|              | Megaloptilla byronella                                                           |
|              |                                                                                  |
|              | Megaloptilla callopis                                                            |
|              |                                                                                  |